# 高堂国典
高堂 国典（、1887年（明治20年）1月29日 - 1960年（昭和35年）1月22日）は、日本の俳優。本名は谷川 佐市郎（）。一時は高堂 黒天の芸名で活動していた。通り名は「こくてん」。
戦前は帝国キネマと市川右太衛門プロダクションで活躍し、戦中から戦後にかけて東宝に出演した。老け役として個性を発揮し、様々な作品に脇役で活躍。黒澤明作品の常連の一人でもある。

## 来歴
兵庫県高砂市に生まれる。
関西学院中学部中退後の1901年（明治34年）新派の村田正雄の門下に入り、大阪横井座で初舞台を踏んだ後地方巡業で各地を回る。
1923年（大正12年）帝国キネマ小阪撮影所現代劇部に入社後本格的に映画俳優として活動を始め、『呪いの船』『復讐鬼』『星は乱れ飛ぶ』といった作品に出演する。
1926年（大正15年）帝国キネマの内紛からアシヤ映画製作所、聯合映畫藝術家協會に所属した後、同年古海卓二監督の第一線映画聯盟に加わり『恐しき邂逅』などに出演。
1927年（昭和2年）運動終了後に市川右太衛門プロダクションあやめ池撮影所に入り主要メンバーとして活動、『笑ふな金平 後篇』や『一殺多生剣』などに出演、また『旗本退屈男』シリーズの常連だった。松竹下加茂撮影所製作の『雪之丞変化』の土部三斎役は敵役としての代表作とされる。
1936年（昭和11年）に松竹下賀茂撮影所へ移籍。
1939年（昭和14年）東宝に移籍、このころ数作に高堂 黒天名義で出演している。『姿三四郎』（1943年）以降、黒澤明監督作品の常連となる。戦後も東宝を中心に多くの作品に出演。
1960年（昭和35年）1月22日死去。72歳没。遺作は1959年の『暗黒街の顔役』。

## 人物
撮影所では「こくてんさん」と呼ばれたが、土屋嘉男によると、こう呼ばれるたびにすかさず「くにのり!」と怒鳴り返していた。土屋は高堂に「養子になってくれないか」と頼まれたことがあったといい、困った土屋が黒澤明に相談すると、「大事な息子を戦死させていて、その面影を土屋に求めているからではないか」ということだった。鮎釣りが好きで、いつも多摩川に一人で釣りに出かけていて、一度増水した川に飲まれて九死に一生を得たことがあったといい、土屋はこれを聞いて、「威勢のいい高堂さんの淋しい一面を知った」と語っている。
オーバーアクションに定評があり、セリフもなく歩くだけで体を震わせ「ウーム、ムニャン、ムニャン」と唸るため、黒澤は「高堂さん、カメラが壊れます」と何度も叫んだという。土屋は藤原釜足や小杉義男、左卜全と並べて高堂を、「いずれ劣らぬ個性ジイサンたちで、今後絶対に現れそうにない映画界きっての貴重な方々であり、学生時代から大好きな人達であった」と評している。
1936年ごろ、京都で「酒は百害あって一利なく、時間の浪費、健康の不利」と説いて、同志五十余を集め、華麗な結成大会を開き、「日本映画人禁酒聯盟」という団体を結成。会長は高堂、副会長は上田吉二郎、会員もそうそうたる面々とあって、京都の映画人のあいだで話が賑わった。が、それは酒の尽きない映画人の付き合いのなか、「いつまで続くだろう」ということで賑わったのであって、この話題を肴に酒を飲んだ者があったほどだった。結局、この「禁酒聯盟」は三カ月を待たずに解散してしまった。解散式では高堂会長はじめ会員が盛大に飲んで暴れたといい、この会はもともと解散式をあてこんで始めたのではないかと、口の悪い者たちが噂したという。
東宝の女優であった記平佳枝が出会ったころの高堂は高齢で耳が遠かったため声が大きくなりがちであったといい、記平は新宿で高堂と出会うと大声で名前を呼ばれて恥ずかしい思いをしたこともあったと述懐している。同じく東宝の女優であった寺沢弘子は、『ゴジラ』で共演した際の高堂は漁師になりきっていたといい、撮影の合間や宿で会話が盛り上がったが、大先輩の高堂と親しく口を聞いていたことを先輩女優に嗜められたという。

## 主な出演作品
- 呪いの船（1923年、帝国キネマ）
- 復讐鬼（1924年、帝国キネマ）
- 星は乱れ飛ぶ（1924年、帝国キネマ）
- 愛の憎悪（1925年、帝国キネマ）
- 日輪 前篇（1926年、聯合映畫藝術家協會）
- 地蔵経由来（1926年、聯合映畫藝術家協會） - 村の男 嘉平
- 恐しき邂逅（1927年、第一線映画聯盟）
- 笑ふな金平 後篇（1927年、市川右太衛門プロダクション）
- 一殺多生剣（1929年、市川右太衛門プロダクション） - 佐分利玄馬
- 旗本退屈男シリーズ（市川右太衛門プロダクション）
  - 京へ上がった退屈男（1930年） - 数珠屋の大尽
  - 仙台に現はれた退屈男（1931年） - 伊達家家老
  - 江戸へ帰った退屈男（1931年） - 吉良上野介
  - 爆走する退屈男（1933年） - 紀伊国屋文左衛門
  - 中仙道を行く退屈男　前・後篇（1935年） - 天野屋徳兵衛
- 清水次郎長 股旅篇（1931年、市川右太衛門プロダクション） - 武居の吃安
- まぼろし峠 東京篇（1931年、市川右太衛門プロダクション） - 天野八郎
- 忠臣蔵（1932年、松竹） - 上杉家家老
- 敵への道（1933年、市川右太衛門プロダクション） - 嘉平
- 雪之丞変化 第一篇・第二篇・解決篇（1935年・1936年） - 土部三斎
- 忠臣蔵（1939年、東宝） - 堀部弥兵衛
- 白蘭の歌（1939年、東宝） - 八丁
- 松下村塾（1939年、東宝）
- 新妻鏡（1940年、東宝）
- 阿波の踊子（1941年、東宝）
- 姿三四郎（1943年、東宝） - 和尚[2]
- 續姿三四郎（1945年、東宝） - 和尚
- 東京五人男（1945年、東宝） - 善良な百姓
- わが青春に悔なし（1946年、東宝） - 野毛の父[2]
- 銀嶺の果て（1947年、東宝） - スキー小屋の爺
- 面影（1948年、東宝） - 床屋
- 第二の人生（1948年、東宝） - 船頭重助
- 野良犬（1949年、東宝） - アパートの管理人[2][6]
- 続青い山脈（1949年、東宝） - 長森の主人
- てんやわんや（1950年、松竹） - 銅八
- 暴力の街（1950年）
- 右門捕物帖 伊豆の旅日記（1950年、新東宝） - 和尚
- 殺人者の顔（1950年、東宝） - 老紳士
- 醜聞（1950年、松竹） - 木樵の親爺[2]
- 暁の追跡（1950年、新東宝） - 珍々亭の親父
- 長崎の鐘（1950年、松竹） - 爺や
- 夜の緋牡丹（1950年、新東宝） - 妄念和尚
- 我が家は楽し（1951年、松竹） - 金沢老人
- 白痴（1951年、松竹） - 香山順平
- 青い真珠（1951年、東宝） - 野枝の伯父
- 麦秋（1951年、松竹） - 間宮茂吉
- カルメン故郷に帰る（1951年、松竹） - 村の老人
- 荒木又右衛門 決闘鍵屋の辻（1952年、東宝） - 鍵屋三右衛門
- 戦国無頼（1952年、東宝）
- 三等重役（1952年、東宝） - 勝田頭取
- 夫婦（1953年、東宝） - 耳の遠い老人
- 青色革命（1953年、東宝） - 時計屋
- 赤線基地（1953年、東宝） - 祖父・重作
- 夜の終り（1953年、東宝） - 踏切番の親爺
- 七人の侍（1954年、東宝） - 儀作
- 次郎長三国志 第九部 荒神山（1954年、東宝） - 吉良の馬之助
- 新鞍馬天狗 天狗出現・東寺の決闘（1954年、東宝） - 大阪城代家老
- ゴジラ（1954年、東宝） -  老いたる漁夫（大戸島の長老）[2][6][1][3]
- 明治一代女（1955年、新東宝） - 稲舟の番頭
- 宮本武蔵シリーズ（東宝） - 老僧日観
  - 続宮本武蔵 一乗寺の決斗（1955年）
  - 宮本武蔵 完結篇 決闘巌流島（1956年）
- 幻の馬（1955年、大映） - 六造爺
- 下郎の首（1955年、新東宝） - 梅里軒
- 獣人雪男（1955年、東宝） - 爺様[2][6]
- 柿の木のある家（1955年、東宝） - おじいさん
- 生きものの記録（1955年、東宝） - 工員の家族
- 黒田騒動（1956年、東映） - 黒田長政
- 新・平家物語 義仲をめぐる三人の女（1956年、大映） - 寝覚の蔵人
- 赤線地帯（1956年、大映） - ゆめ子の義父
- 逆襲獄門岩（1956年、東映） - 和平次
- 蜘蛛巣城（1957年、東宝） - 武将
- 暴れん坊海道（1957年、東映） - 本田弥左衛門
- 喧嘩道中（1957年、東映） - 戸倉屋彦右衛門
- あらくれ（1957年、東宝） - 小野田の父・金七
- 青い山脈 新子の巻・雪子の巻（1957年、東宝） - 長森老人
- 若さま侍捕物帳 鮮血の人魚（1957年、東映） - 島方左門
- どたんば（1957年、東映）
- 無法松の一生（1958年、東宝） - 町の古老
- 裸の大将（1958年、東宝） - 金持ちの爺さん
- 隠し砦の三悪人（1958年、東宝） - 立札の前の男
- 暗黒街の顔役（1959年、東宝） - 石山の父親